# Landkreis Waldshut
Landkreis Waldshut är ett distrikt (Landkreis) i sydvästra delen av det tyska förbundslandet Baden-Württemberg. Delar av distriktet ligger i Schwarzwald.
1. 1 2  GeoNames, 2005, Geonames-ID: 3214112, läs online och läs online.[källa från Wikidata]
2. ↑  hämtat från: tyskspråkiga Wikipedia.[källa från Wikidata]